# Rottneros Park

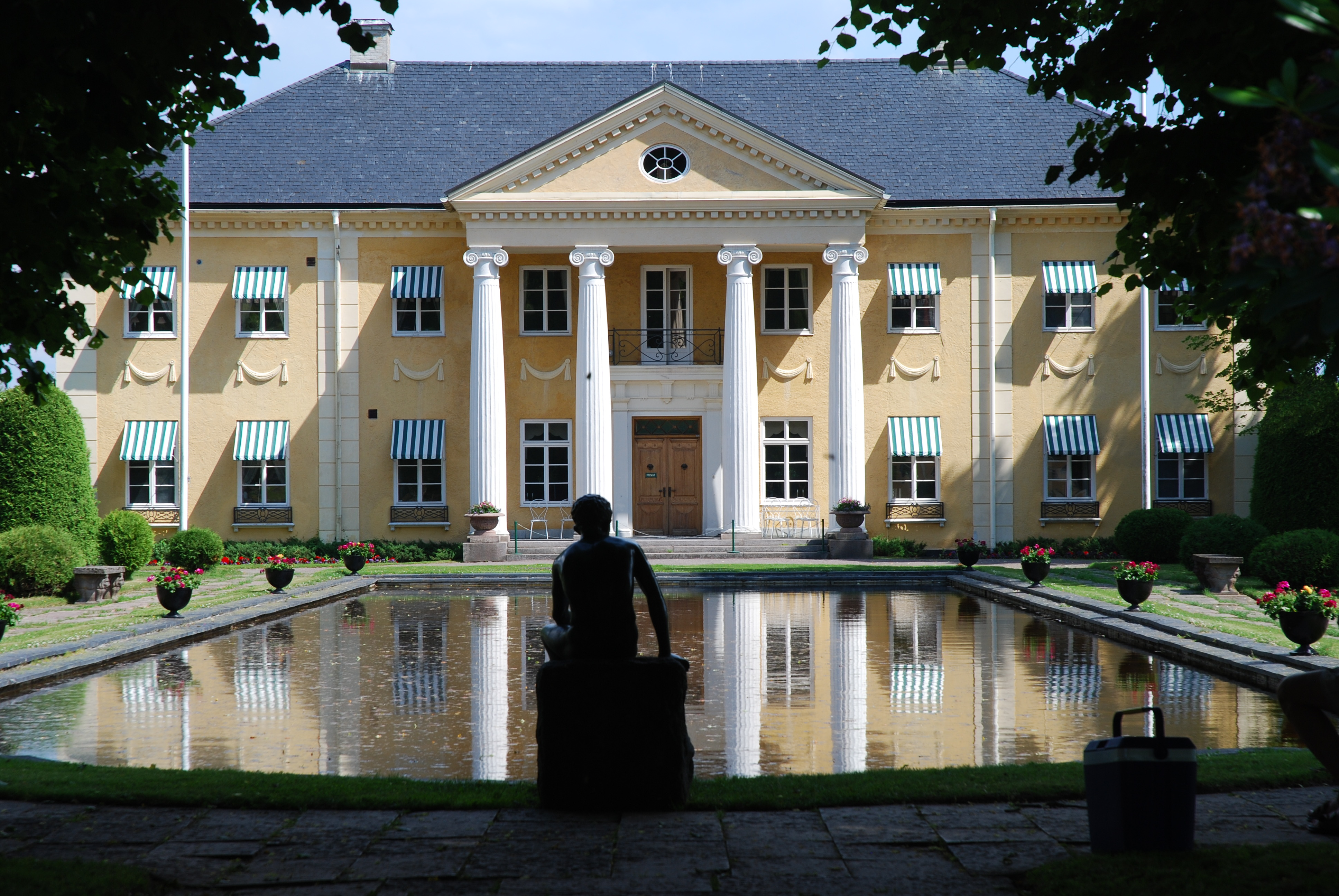
Das Herrenhaus von Rottneros. Im Vordergrund der Ruhende Hermes

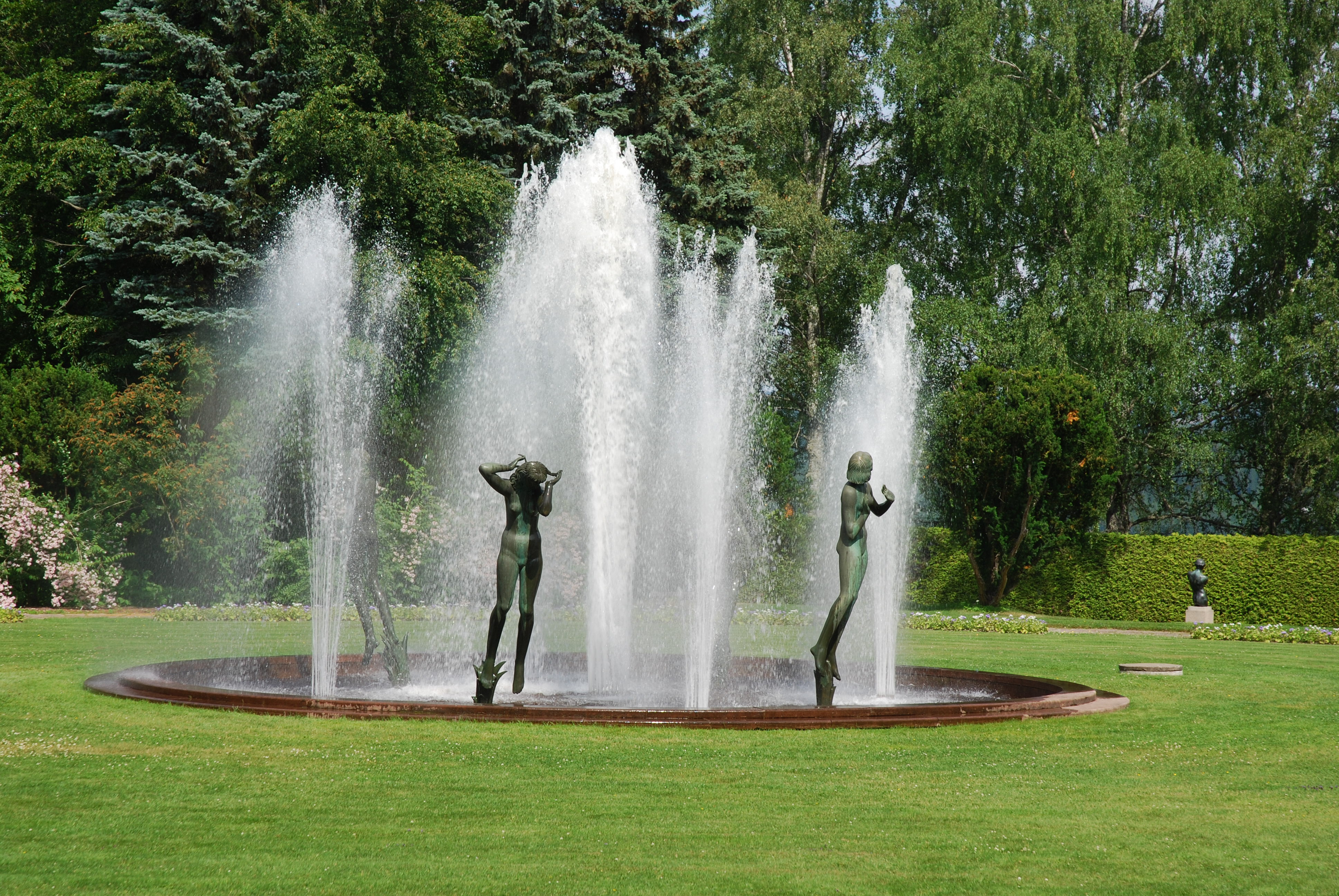
Milles-Platz mit vier weiblichen Figuren aus der Orpheusgruppe von Carl Milles

Rottneros Park ist ein Blumen- und Skulpturenpark im Ort Rottneros in der Gemeinde Sunne in der Provinz Värmlands län in Schweden.

## Geschichte
Der Park wurde ab 1932 von Svante Påhlson, dem Müller in Rottneros, um das damals existierende Herrenhaus gebaut, in dem er wohnte. Dabei achtete er darauf, dass – wie in anderen klassischen Parks – die beiden Achsen (Nord-Süd- und Ost-West-Achse), die sich auf dem Platz des Herrenhauses schneiden, erhalten blieben. Es gab keinen „Masterplan“. Nach und nach kamen Skulpturen verschiedener Künstler hinzu.

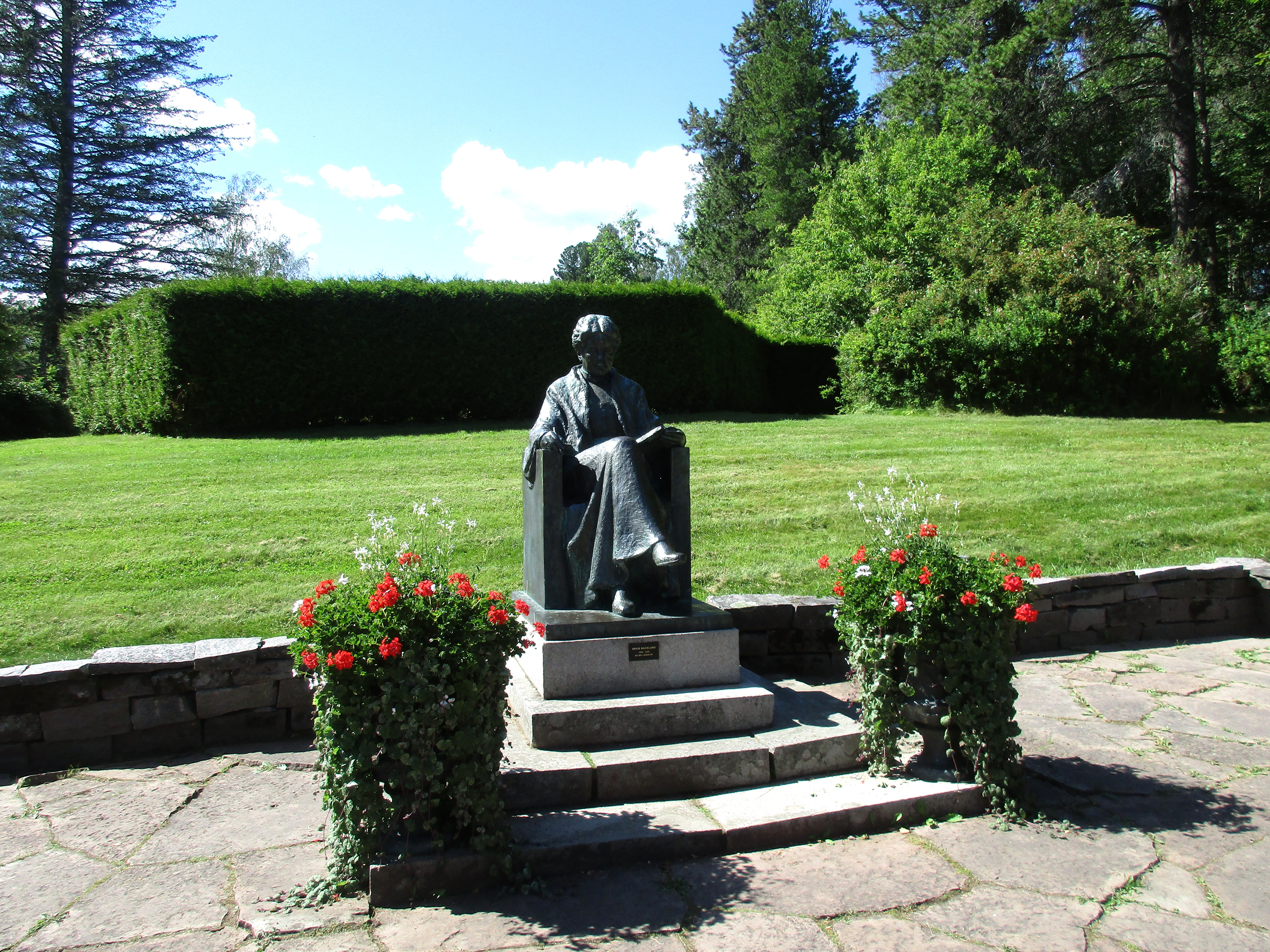
Skulptur von Selma Lagerlöf im Rottneros Park

Das heutige Herrenhaus des Parks entspricht dem Ekeby aus der Geschichte Gösta Berling der schwedischen Schriftstellerin Selma Lagerlöf. Svante Påhlson designte Mitte der 1950er Jahre eine Villa, die so aussehen könnte wie Ekeby. Der Park wurde umgestaltet: Die zentralen Bereiche im Süden des Herrenhauses wurden zuerst in Form eines formalen Parks mit Barockelementen angelegt. Danach folgten einige andere Teile, die vom Stil her eher den englischen Country Parks entsprachen. Die Mittelteile sind etwas formaler, allerdings nicht so strikt wie der südliche Barockteil aufgebaut.
Das alte Herrenhaus wurde bei einem Feuer in der Nacht des Luciafestes im Jahr 1929 zerstört.

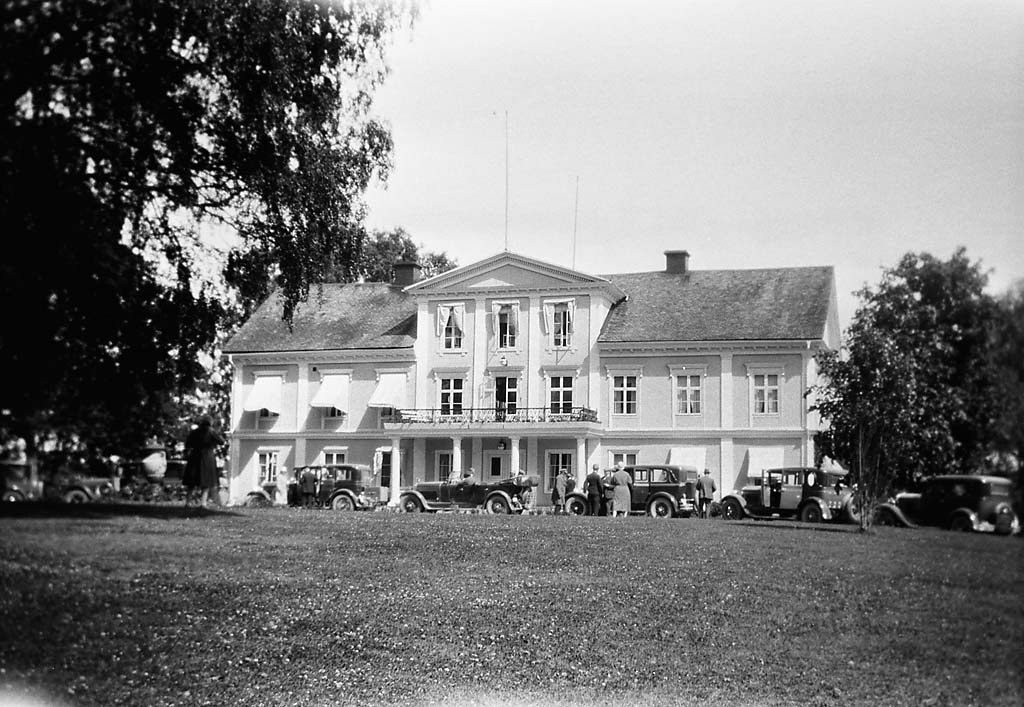
Ansicht des alten Herrenhauses, das bei dem Feuer im Jahr 1929 zerstört wurde

## Eigentümer und Betreiber
Der Park gehört (Stand: August 2019) der Greta and Svante Påhlson Memorial Foundation. Betrieben wird er von Rottneros Park Trädgård AB, einer Firma, die der Gemeinde gehört.

## Aufteilung des Parks
Der Park besteht aus fünf Teilen.

### Nördlicher Park
Im nördlichen Park befinden sich ein Gewürzgarten, die Rottneroshalle, der Grate-Platz mit dem Springbrunnen „Dschungel und Eismeer“, der Diana-Park, der von einem Rosarium umfasst ist, und der Christian-Eriksson-Park mit sieben Skulpturen des Künstlers Eriksson. Außerdem der Milles-Platz, der den Springbrunnen mit den vier Frauengestalten enthält, ein Blumengarten und eine Tannenallee, die u. a. einen Gedenkstein für den Forstverwalter Ola Persson enthält.

### Zentraler Park
Der Zentrale Park enthält den Spiegelsee, der sich westlich vor dem Herrenhaus befindet, und die Verandaterrasse.

### Östlicher Park
Im östlichen Park befinden sich ein Rhododendrongarten, die obere Seeterrasse (mit Blick auf den Fryken-See), die eine Skulptur mit dem Namen „Mutter Erde“ vom isländischen Künstler Asmunder Sveinsson enthält, sowie der Selma-Lagerlöf-Park mit einem Denkmal für die Schriftstellerin, das der Künstler Arvid Backlund gestaltet hat. Zudem ein Skulpturengarten mit einem Springbrunnen und fünf Wasserkaskaden unterschiedlicher Künstler, ein Uferpark und ein Eichenpark.

### Südlicher Park
Der südliche Park enthält einen Apfelweg, einen Rosengarten, die Carl-Eldh-Terrasse und den Königspark am südlichsten Ende.

### Westlicher Park
Im westlichen Parkteil befinden sich der Vigeland-Platz und der Kavaliersflügel (am Ende des Spiegelsees).